# Shirokanedai (metropolitana di Tokyo)
La Stazione di Shirokanedai (白金台駅?, Shirokanedai-eki) è una stazione ferroviaria di Tokyo, si trova a Minato. La stazione è servita dalle linee Namboku e Mita, rispettivamente della Tokyo Metro e della Toei. Caso unico a Tokyo, in questa e nelle due stazioni vicine, i treni delle due compagnie condividono gli stessi binari.

## Stazioni adiacenti
| «             | Servizio      | »                  |
| Linea Namboku | Linea Namboku | Linea Namboku      |
| Linea Mita    | Linea Mita    | Linea Mita         |
| ------------- | ------------- | ------------------ |
| Meguro        | -             | Shirokane Takanawa |